# Psychopatologia
Psychopatologia (patopsychologia, ang. psychopathology, z języka greckiego ψυχή psyche „dusza”, πάθος pathos „cierpienie” i λόγος logos „słowo, myśl, rozumowanie”) – gałąź psychiatrii i psychologii klinicznej, której domeną jest opisywanie, wyjaśnianie i porządkowanie nieprawidłowych, chorobowych zjawisk psychicznych, którym przypisuje się znaczenie kliniczne, czyli objawów psychopatologicznych lub zespołów objawowych, a których rozpoznanie, analiza i ocena są przydatne w postępowaniu terapeutycznym. W szerszym rozumieniu, za przedmiot psychopatologii przyjmuje się opisywanie zaburzeń psychicznych (ten sposób rozumienia pojęcia psychopatologii dominuje w piśmiennictwie anglosaskim). Mianem psychopatologii określa się również zaburzenia psychiczne.
Opisy psychopatologiczne, w zależności od celu, któremu służą, mogą mieć charakter idiograficzny (koncentrować się na indywidualnych, swoistych właściwościach opisywanych zjawisk) lub nomotetyczny (opisywać obserwowane zjawiska w kategoriach reguł i zależności obowiązujących w psychopatologii).

## Kryteria służące wyodrębnianiu zjawisk psychopatologicznych
Odróżnienie większości patologicznych zjawisk psychicznych będących objawami zaburzeń psychicznych od zjawisk prawidłowych, możliwe jest dzięki następującym atrybutom charakteryzującym zjawiska patologiczne:
- są źródłem cierpienia lub są formą cierpienia,
- zakłócają indywidualne funkcjonowanie i utrudniają przystosowanie się,
- wiążą się z nieprzewidywalnością zachowań i utratą kontroli nad własnym zachowaniem,
- powodują dyskomfort obserwatora,
- wiążą się z naruszeniem norm społecznych,
- są nieracjonalne lub dziwaczne,
- są rzadko spotykane lub niekonwencjonalne.

Normatywne definiowanie zjawisk psychopatologicznych (czyli rozpoznawanie ich np. w oparciu o ich niekonwencjonalność, czy też naruszanie przez nie norm kulturowych) wymaga szczególnej ostrożności, zindywidualizowanego podejścia, wnikliwej analizy kontekstu ocenianych zjawisk, w tym też kontekstu kulturowego.

## Klasyfikacje chorób i zaburzeń psychicznych
Rozpoznanie objawów klinicznych oraz ich zespołów pozwala na zdiagnozowanie zaburzeń psychicznych. Do najczęściej wykorzystywanych systemów diagnostycznych (klasyfikacji zaburzeń psychicznych) należą:
- DSM (Diagnostyczny i statystyczny podręcznik zaburzeń klinicznych) wydawany przez Amerykańskie Towarzystwo Psychiatryczne,
- ICD-11 (Międzynarodowa klasyfikacja chorób i problemów zdrowotnych, wersja 11.), wydawana przez Światową Organizację Zdrowia.

## Klasyfikacja objawów psychopatologicznych
W ramach symptomatologii (czyli nauki o objawach klinicznych) psychopatologicznej wyróżnia się następujące grupy objawów:
- zaburzenia czynności poznawczych,
  - zaburzenia uwagi (np. zwiększona przerzutność uwagi, mniejsza zdolność do utrzymania skupiania nad poszczególnymi czynnościami),
  - zaburzenia pamięci,
    - ilościowe zaburzenia pamięci (np. hipermnezja, hipomnezja, amnezja, ekmnezja),
    - jakościowe zaburzenia pamięci (np. iluzje pamięci, omamy pamięci, kryptomnezja, konfabulacje),

  - zaburzenia spostrzegania,
    - spostrzeżenia pojawiające się bez udziału bodźca zmysłowego (nieistniejących przedmiotów),
      - halucynacje (np. halucynacje wzrokowe, słuchowe, czuciowe, węchowe),
      - pseudohalucynacje,
      - parahalucynacje (np. skotomata, teichopsje),

    - zniekształcone spostrzeżenia pojawiające się przy udziale bodźca zmysłowego (istniejących przedmiotów),
      - iluzje (np. iluzje wzrokowe, słuchowe, czuciowe, węchowe),
      - derealizacja,
      - depersonalizacja,
      - déjà vu,
      - jamais vu
      - pareidolie,

    - spostrzeżenia nierozpoznane,
      - agnozje,
      - deficyty percepcji,

    - przeżycia ejdetyczne,

  - zaburzenia myślenia,
    - zaburzenia treści myślenia (np. urojenia, myśli natrętne, myśli nadwartościowe, automatyzmy psychiczne, myślenie magiczne),
    - zaburzenia formy myślenia,
      - zaburzenia toku myślenia (np. natłok myśli, słowotok, spowolnienie toku myślenia, zahamowanie toku myślenia, mutyzm, otamowania, stereotypie, perseweracje, iteracje, werbigeracje, rozwlekłość),
      - zaburzenia struktury i funkcji myślenia (np. rozkojarzenie, schizofazja, niespójność myślenia, rozluźnienie skojarzeń, ześlizgiwanie się myślenia, uskokowość myślenia, dźwięczenie, myślenie paralogiczne, dereizm, nieskładność gramatyczna, rozpraszalność, zubożenie myślenia),
- zaburzenia czynności emocjonalnych i motywacyjnych,
  - zaburzenia emocjonalne,
    - obniżenie nastroju (np. nastrój depresyjny, depresyjno-dysforyczny, dystymiczny),
    - podwyższenie nastroju (np. nastrój maniakalny, euforyczny, moriatyczny),
    - lęk (np. lęk wolnopłynący, lęk napadowy, lęk fobiczny),
    - dysforia (drażliwość, złość),
    - zobojętnienie uczuciowe,
    - spłycenie uczuciowe,
    - zubożenie uczuciowe,
    - zaleganie uczuć,
    - lepkość uczuciowa,
    - chwiejność uczuciowa (labilność emocjonalna),
    - tendencja do gwałtownych reakcji emocjonalnych,
    - syntymia,
    - paratymia,
    - katatymia,

  - zaburzenia czynności motywacyjnych,
    - uogólnione – zaburzenia napędu psychoruchowego,
      - obniżenie napędu (np. stupor),
      - wzmożenie napędu

    - zaburzenia dotyczące szczególnych form motywacji,
      - pobudzenie psycho-ruchowe,
      - mutyzm,
      - iteracje ruchowe,
      - stereotypie ruchowe,
      - czynności natrętne,
      - katalepsja,
      - giętkość woskowa,
      - automatyzmy,
      - negatywizm katatoniczny,

  - zaburzenia aktywności popędowych (impulsywnych),
    - zaburzenia łaknienia,
      - ilościowe (np. anoreksja, hiperoreksja),
      - jakościowe (np. pica)

    - zaburzenia pragnienia (np. oligodypsja, polidypsja),
    - zaburzenia snu (np. bezsenność, hipersomnia),
    - zaburzenia popędu płciowego,
      - ilościowe (np. hipolibidia, satyriaza, nimfomania),
      - jakościowe (np. parafilie takie, jak pedofilia, sadyzm, nekrofilia etc),

    - zaburzenia dotyczące czynności nawykowych (np. kleptomania, piromania, poriomania, gromadzenie niepotrzebnych przedmiotów),
- zaburzenia scalania czynności psychicznych,
  - zaburzenia świadomości,
    - zaburzenia świadomości rdzennej (przytomności),
      - ilościowe (np. przymglenie, senność patologiczna, sopor, śpiączka),
      - jakościowe (np. zamącenie, zawężenie świadomości, splątanie),

    - zaburzenia poczucia otoczenia i siebie (świadomości rozszerzonej),
      - dotyczące otoczenia (np. derealizacja),
      - dotyczące samego siebie (np. poczucia jaźni, schematu ciała, poczucia zdrowia lub choroby, depersonalizacja),

  - zaburzenia pod postacią somatyczną (np. somatyzacje, konwersje, objawy hipochondryczne, anestezja, hiperestezja, objawy dysocjacyjne),
  - zaburzenia orientacji co do bieżącego czasu, miejsca, sytuacji i własnej tożsamości,
  - zaburzenia sprawności intelektualnej (np. upośledzenie umysłowe, opóźnienie rozwoju intelektualnego, otępienie),
  - zaburzenia osobowości.

## Klasyfikacja zespołów psychopatologicznych
Wyróżnia się następujące zespoły objawów psychopatologicznych:
- zespół otępienny,
- zespół upośledzenia umysłowego,
- zespół amnestyczny,
- zespół wyłączenia,
- zespół przymglenia prostego,
- zespół splątaniowy (amencja),
- zespół majaczeniowy,
- zespół zamroczeniowy (stan pomroczny),
- zespół odmiennej świadomości,
- zespół wzmożonej świadomości,
- zespół asteniczny,
- zespół omamowy,
- zespół uzależnienia,
- zespół katatoniczny,
- zespół urojeniowy,
- zespół paranoidalny,
- zespół parafreniczny,
- zespół paranoiczny,
- zespół dezorganizacji psychicznej,
- zespół depresyjny,
- zespół maniakalny,
- zespół fobii,
- zespół lęku napadowego,
- zespół lęku uogólnionego,
- zespół natręctw,
- zespoły konwersyjne,
- zespoły dysocjacyjne,
- zespoły somatoformiczne,
- zespół derealizacji,
- zespół depersonalizacji.